# Roque Callage
Roque Callage (Santa Maria, Rio Grande do Sul, 13 de dezembro de 1886 — Porto Alegre, 23 de maio de 1931) foi um escritor e jornalista brasileiro.

## Biografia
Filho de Maria Cândida Leal de Oliveira e do imigrante italiano "Luis" (Luigi) Callage, chegado a Santa Maria c.1876.
Roque, assim como todos de sua geração, seria profundamente marcado em sua infância pela eclosão, em 1893, de um movimento armado que se estendeu a todo o Rio Grande do Sul, com o objetivo de depor o governante Júlio de Castilhos. A chamada "Revolução Federalista" atingiria a sua pequena cidade de Santa Maria em março de 1894,que após a luta, seria invadida por tropas revolucionárias a cavalo. É neste ambiente que começa a formação intelectual do escritor, carente de recursos próprios, Roque Callage não teve instrução acadêmica formal, sendo mesmo considerado um autodidata. Com a abertura em 1907, em Santa Maria, do "Colégio Ítalo-Brasileiro" por Umberto Ancarani, agente consular da Itália naquela cidade, foi convidado a ensinar língua portuguesa.
Influenciado pela leitura de Eça de Queirós, ainda na adolescência, fundou o jornal "O Estudante" e logo após "O Bohemio", ambos sem grande êxito ao público.
Em 1908, com apenas 22 anos, publica seu primeiro livro, "Prosas de Ontem". O livro é considerado fraco, inclusive pelo próprio autor. Curiosamente, num gesto de autocrítica, procurou ao longo de sua vida, recolher todos os exemplares em circulação. Todavia, tal livro hoje, na edição original, é considerado raridade bibliográfica, supondo-se existirem apenas três exemplares.
Mais amadurecido, transfere-se para São Gabriel (RS), assumindo a função de Secretário municipal e jornalista nos periódicos "A Tribuna", "O Comércio" e "O Diário da Tarde". Ali casa com a senhora Anita Banali, filha de um casal de italianos originários de Pressano di Lavis. A boa repercussão de seus artigos no interior do estado consolida seu perfil de jornalista. Já seu perfil de escritor de temática regional surgiria não por uma particular tendência, mas pela atenção que Roque proporcionou ao ambiente sociológico em que vivia o Rio Grande do Sul: marginalizado pela política de "Café com Leite" na República Velha, o estado via no regionalismo uma espécie de autoafirmação.
Após breve experiência no Rio de Janeiro, a partir de 1920 fixa residência definitiva em Porto Alegre, onde sua carreira literária se afirma, com a publicação de "Escombros" (1910), seguido de "Terra Gaúcha" (1914) e de sua atividade jornalística no "Correio do Povo" de Caldas Jr. Escreve sucessivamente os livros "Crônicas e Contos" (1920) e "Terra Natal" (1920) - este publicado pela Editora Globo, a maior editora de então.
Desde que vivia em São Gabriel, Roque Callage já havia se identificado com a oposição ao governo estadual de Borges de Medeiros. Assim, agora na Capital e sendo já reconhecido como jornalista e escritor regionalista, passou a integrar-se ativamente ao crescente movimento de contestação politica. Em 1922, Borges resolve se candidatar, pela quinta vez, ao Governo do Estado. Desta feita, entretanto, forma-se uma aliança entre vários grupos da sociedade gaúcha, para criar uma oposição organizada. O veterano político Joaquim de Assis Brasil desafia Borges de Medeiros nas urnas. O Rio Grande do Sul fica fracionado entre "borgistas" e "assisistas". É neste clima que o escritor é preso no café "A Barrosa", reduto de "assisistas", é solto logo após, por nada ter sido provado contra ele,mas essa experiência pessoal, certamente viria a acirrar ainda mais sua já declarada posição anti-governista.
Uma vez apuradas as urnas, Borges é declarado vencedor por uma comissão onde se destacava o jovem político borgista Getúlio Vargas. A oposição entretanto denuncia como fraude e adere à revolta armada. Inicia-se assim a chamada "Revolução de 1923" no RS.
Como jornalista do Correio do Povo, Roque acompanhou algumas forças revolucionárias pelo interior do estado. Os episódios testemunhados na campanha bélica são descritos em um pequeno livro "O Drama das Coxilhas" (1923). Para escapar da censura Borgista, o livro foi editado em São Paulo, por Monteiro Lobato. A publicação ocorreu quando ainda se desenrolava o conflito gaúcho e continha um veemente apelo pela intervenção federal no RS. A capital paulista, ávida de notícias sobre os combates, deu grande repercussão ao livro, o que faria seu nome conhecido, sendo inclusive convidado para proferir conferência sobre a conflagração.
A Revolução duraria onze meses, até a mediação do Governo Federal. Com a pacificação, Roque Callage retoma suas atividades, quer como escritor, com novos livros, Vocabulário Gaucho (1926), "Quero-Quero" (1927) e "No Fogão do Gaúcho" (1929), todos editados pela Livraria do Globo, quer como jornalista, agora no recém criado jornal "Diário de Notícias " (1925), onde assinaria uma coluna chamada "A Cidade", plena de crônicas do cotidiano, críticas e sugestões à urbanização e modernidade de Porto Alegre.Ela se transformaria em referência da cidade na segunda metade dos anos 20 e leitura diária - amplamente comentada nos meios artísticos, culturais, acadêmicos, literários e políticos, em textos que ao mesmo tempo em que exaltavam a modernidade regional, criticavam ironicamente o Modernismo, fenômeno literário-artístico cosmopolita, que surgia em São Paulo.
As discussões, antes políticas, agora seriam literárias. Com o surgimento do Modernismo, os escritores regionalistas sentiram-se no dever de reagir, Roque desponta-se nesse grupo, talvez influenciado por sua antiga amizade com Monteiro Lobato, outro crítico do Modernismo em São Paulo.
Em 1930, uma revolução liderada pelo Rio Grande do Sul deporia o Governo Federal, acabando com o arcaico acordo político da República Velha. É sobre este acontecimento que Roque Callage escreveria seu último livro, "Episódios da Revolução de Outubro de 1930"
Figura de sua época, Roque Callage, coincidentemente morreu com ela, em maio de 1931, aos 45 anos, vítima da tuberculose pulmonar, mal comum daquele período. A morte o privaria de participar do novo papel que o Rio Grande assumiria no Brasil, já que havia sido nomeado para o cargo de inspetor de ensino por Vargas .
Foi fundador da 1° Associação Riograndense de Imprensa do Rio Grande do Sul e do Instituto Histórico e Geográfico do Rio Grande do Sul. É Patrono da Academia Riograndense de Letras,na cadeira nº 35.

## Obras
Ao todo o escritor deixou 11 livros: 
- "Prosas de Ontem" (1908)
- "Escombros" (1910)
- "Terra Gaúcha"(1914)
- "Terra Natal"(1914)
- "Crônicas e Contos" (1920)
- "Rincão"(1921)
- "O Drama das Coxilhas" (1923)
- "Vocabulário Gaúcho"(1926)
- "Quero-Quero" (1927)
- "No Fogão do Gaúcho" (1929)
- "Episódios da Revolução" (1930)

Textos Jornalísticos podem ser encontrados no "Correio do Povo" (1920 a 1925 e no ano de 1931), e no jornal "Diário de Notícias" (1925 a 1930), onde sob assinatura R.C., manteve a coluna A Cidade, publicada diariamente pelo jornal.